# シャフルバラーズ
シャフルバラーズ、またはシャフルヴァラーズ（Shahrbaraz、Shahrvaraz、630年6月9日死去、在位：630年4月27日-630年6月9日）は、サーサーン朝の将軍であり、後に簒奪によって王となった人物。彼はホスロー2世（在位：590年-628年）の配下の軍司令官（スパーフベド）として歴史に登場し、後には東ローマ帝国とサーサーン朝の戦争における主要な将軍の一人として、更に後には反逆者として歴史上大きな役割を果たした。サーサーン朝の敗戦とホスロー2世死後の混乱の中で、シャフルバラーズはアルダシール3世を殺害して王位を簒奪し、そして即位の40日後に別のサーサーン朝の貴族によって殺害された。彼の名前シャフルバラーズは実際には名誉称号であり、「帝国のイノシシ」を意味する。イノシシはゾロアスター教のヤザタ、ワフラーム（ウルスラグナ）に結びついた動物であり、勝利の象徴であった。
なお、シャフルバラーズの即位年または死亡年を629年とする出典も存在するが、中東史研究者のパヴァーナ・プルシャリアーティー（Parvaneh Pourshariati）やマリア・ブロシウス（Maria Brosius）の書籍をはじめ、多くの場合彼の即位・死亡は630年のこととされているため、本記事ではそれを前提として記述する。

## 名前
シャフルワラーズ（Shahrwarāz、碑文パフラヴィー文字：𐭧𐭱𐭨𐭥𐭥𐭥𐭰）は中世ペルシア語のshahr（土地、国土）とペルシア神話において勝利を象徴するwarāz（イノシシ）という語から作られた名前である。この語は新ペルシア語ではシャフルバラーズ（Shahrbarāz、شهربراز）となった。
アルメニア語の史料では、かれはしばしばKhoream（これはFarrukhānに対応する）という名で言及され、Razmyozan（Razmiozan、Erazmiozan、Razmayuzanとも綴られる）という称号を持っている。この称号はまた、Rasmiozdan、Rasmiozan（グルジア語）、rsmysa（アラビア語: رسميسة、読み方は不明瞭である）、Rōmēzān、Rūmīzān、Rumbūzān（アル＝タバリー『諸使徒と諸王の歴史）という形でも記録されている。

## 生い立ち
シャフルバラーズはサーサーン朝で大きな影響力を持った貴族、ミフラーン家に属しており、アルダシールという名前の人物の息子であった。後半生において、彼はサーサーン朝の軍隊に加わって高い地位に登り、そして南（Nēmrōz）のスパーフベド（軍司令官）に任命された。彼はサーサーン朝の王ホスロー2世の姉妹Mirhranと結婚し、彼らの間にはシャープールと名付けられた男の子が一人誕生した。シャフルバラーズにはニケタスと呼ばれる別の息子もいた。彼がシャープールと同じ母親から生まれたかどうかはわからない。

## ビザンツ帝国との戦争
ホスロー2世は即位時にビザンツ皇帝マウリキウスに支援を受けた見返りとして591年にアルメニアの大部分とメソポタミア、そしてイベリア王国の西半分をビザンツ帝国に譲渡していた。ビザンツ帝国でマウリキウスが殺害されると、ホスロー2世はその報復を名目として602年にビザンツ帝国との戦端を開いた。この戦争は両帝国の間で行われた戦争の中で最後、かつ最も破壊的なもので26年間に渡って続いた。シャフルバラーズはこの戦争の中で初めて記録に登場する。ホスロー2世はシャフルバラーズとやシャーヒーン・ヴァフマンザーデーガンなどの将軍たちと共にダラとエデッサを604年に征服した。北方では591年の国境までビザンツ帝国を後退させた。失われた領土を再征服した後、ホスロー2世は戦場から引き揚げ軍事作戦は将軍たちに引き継いだ。シャフルバラーズはこの将軍たちの1人であった。610年、アルメニア人ヘラクレイオスはビザンツ皇帝フォカスに対して反乱を起こしてこれを殺害し、自らビザンツ帝国の帝位に就いた。ビザンツ皇帝となった後、彼は613年にアンティオキアの近郊でサーサーン朝に対する本格的な反撃の準備を行ったが、シャフルバラーズはこれを決定的に打ち破りビザンツ軍に重大な損害を与えた。そしてこの都市を占領し、地中海にサーサーン朝の海軍を展開可能とした。

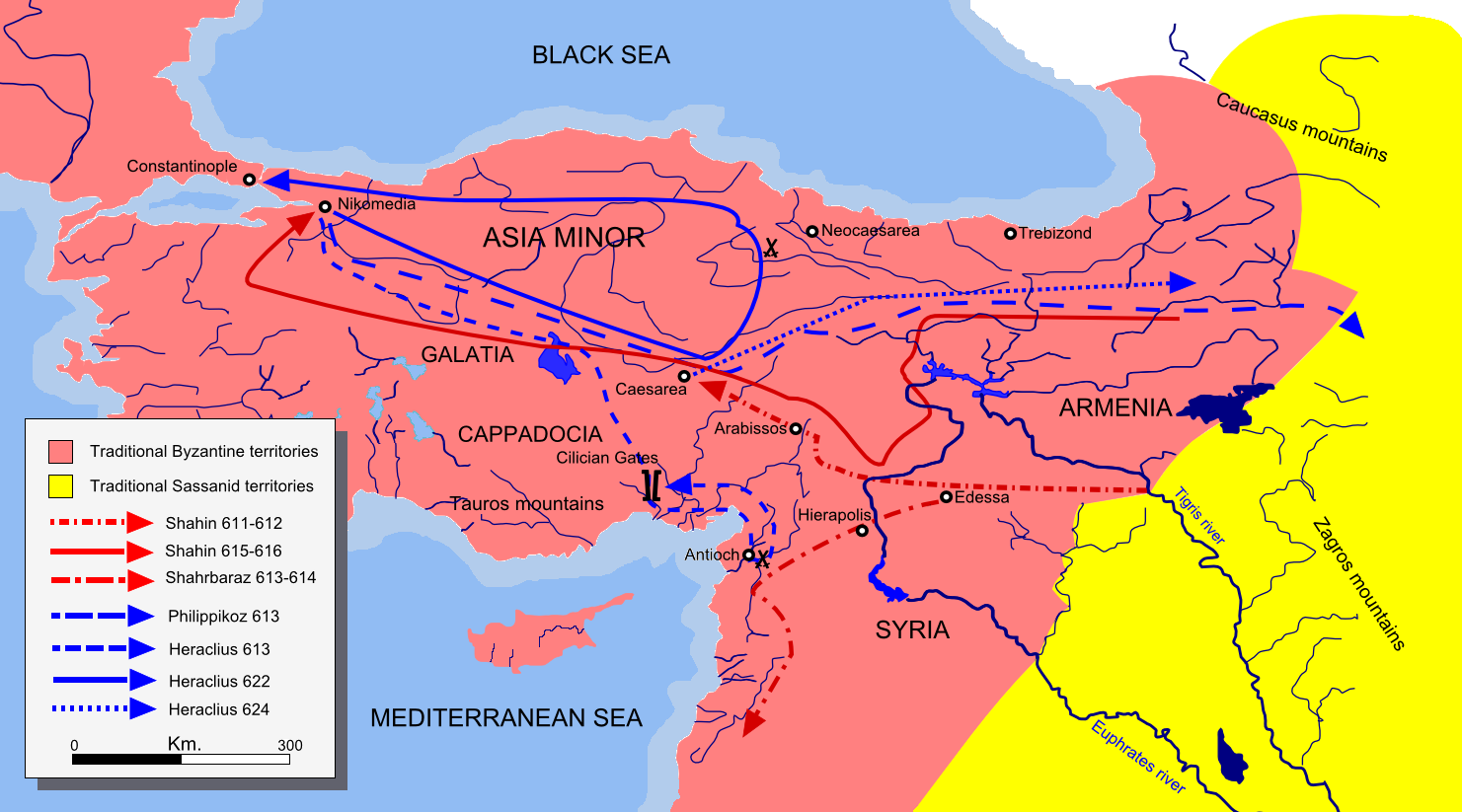
611年から624年にかけてのシリア、アナトリア、アルメニア、そしてメソポタミアにおける行軍図。

ビザンツ帝国軍がアンティオキア近郊で撃破された後、ヘラクレイオスとテオドロスは将軍ニケタスと共に、彼らの軍勢をシリアで合流させたが、これもシャフルバラーズと彼の軍勢によって撃破された。そしてダマスカスが包囲占領され、多数のビザンツ兵が捕虜となった。更にシャフルバラーズは、ビザンツ軍をAdhri'at（ダルアー）近郊でも打ち破った。このことはクルアーン（コーラン）で言及されている。シャフルバラーズの経歴の中で最も重要な出来事は、彼がサーサーン朝の軍隊をパレスチナへ向け、包囲戦の後にキリスト教徒の聖地エルサレムを占領したことである。エルサレム征服の後、彼は聖十字架（真の十字架）を戦利品として運び去った。618年、シャフルバラーズはホスロー2世にエジプト攻略を命ぜられ、619年にビザンツ領エジプトの首都アレクサンドリアを占領し、サーサーン朝の支配下においた。
アレクサンドリア陥落の後、シャフルバラーズとその軍隊はサーサーン朝の支配地をナイル川に沿って南に広げた。621年までに属州に安定したサーサーン朝の支配が確立され、Shahralanyozan（Shahrālānyōzān）と呼ばれる人物がエジプトの総督として赴任した。622年、ヘラクレイオスはサーサーン朝に対する反撃をアナトリアで開始した。シャフルバラーズはこれに対抗するために現地へ派遣されたが、最終的に敗退した。
ヘラクレイオスは勝利の後カフカス・アルバニアへと進みそこで越冬した。シャフルバラーズはシャーヒーンおよびShahraplakanと共にヘラクレイオスの軍勢を掣肘するためにホスロー2世によって派遣された。シャーヒーンはビザンツ軍を潰走させることに成功した。サーサーン朝の将軍たちの間の嫉妬故に、シャフルバラーズは勝利の栄光の分け前にあずかるために行軍を急がせた。ヘラクレイオスはティグラノケルタで彼らに相対し、Shahraplakanとシャーヒーンの軍勢を各個に撃破した。この勝利の後、ヘラクレイオスはアラス川を渡り、対岸の平野で野営した。シャーヒーンは自身とShahraplakanの残存兵力と共にヘラクレイオスへと向かうシャフルバラーズに合流したが、沼沢地によって彼らの行軍速度は鈍った。Aliovitの地で、シャフルバラーズは彼の軍を分散させ、6,000人の兵をヘラクレイオスを待ち伏せるために送り、残りの部隊はAliovitに留まらせた。ヘラクレイオスは625年2月にサーサーン朝の主力キャンプに夜間奇襲を行いこれを破壊した。シャフルバラーズは単身で逃亡を余儀なくされた。
ヘラクレイオスはヴァン湖の北で残りの冬を過ごした。625年、彼はユーフラテス川まで戦線を押し戻すことを試みた。7日間のうちにアララト山とアルサニアス川）（ムラト川）沿いの200マイルを迂回し、アミダ（ディヤルバクル）とティグリス川上流の重要な要塞マルティロポリスを占領した。ヘラクレイオスはシャフルバラーズを追撃してユーフラテス川へ進み続けた。アラブの史料によれば、彼はSatidamaまたはバトマン川で止まり、そこで敗北した。だが、ビザンツの史料ではこの敗北は言及されていない。ヘラクレイオスとシャフルバラーズの他の小規模な小競り合いはアダナ近郊のセイハン川（Sarus川）で発生した。シャフルバラーズは軍団をビザンツ軍の対岸に駐留させた。セイハン川には橋がかかっており、ビザンツ軍はただちに突撃を行った。シャフルバラーズはビザンツ軍を伏兵にかけるため偽装後退を行い、ビザンツ軍の前衛は間もなく壊滅した。だが、シャフルバラーズはその後の橋の防御を怠り、ヘラクレイオスはサーサーン朝軍の射撃した矢を無視して後衛とともに川を越えて突撃し、戦いの流れを変えた。シャフルバラーズはヘラクレイオスに対する称賛をサーサーン朝側についていたギリシア人に「そなたの皇帝を見よ！彼は矢や槍に対して金床が感じる程度の恐怖も感じていない！」と語ったという。Sarusの戦いはビザンツ軍の成功した退却戦であり、その成功はヘラクレイオスを称揚する人々によって誇張された。戦いの後、ビザンツ軍はトレビゾンドで越冬した。

### コンスタンティノープル包囲
シャフルバラーズは少数の軍団と共にヘラクレイオスの側面をすり抜けることに成功し、最短距離でボスポラス海峡を挟んでコンスタンティノープルの対岸にあるサーサーン朝の基地カルケドンへ進んだ。ホスロー2世はコンスタンティノープルに対するヨーロッパ側とアジア側からの共同攻撃をアヴァール人のハーンと調整した。シャフルバラーズの軍団はカルケドンに駐留し、アヴァール人はコンスタンティノープルのヨーロッパ側に展開してヴァレンス水道橋を破壊した。だが、ビザンツ海軍がボスポラス海峡の制海権を握っていたため、サーサーン朝は軍勢をヨーロッパ側の同盟軍を支援するために送ることができなかった。攻城戦に精通したサーサーン朝の軍団が渡海できなかったことによって包囲の有効性が低下した。更に、サーサーン朝とアヴァール人はボスポラス海峡の防御を抜けて連絡を取ることが困難であった。ただし間違いなく両軍の間にはコミュニケーションが持たれていた。

ビザンツ時代のコンスタンティノープル周辺の地図。

8月7日、ボスポラス海峡を超えて軍団を輸送していたサーサーン朝のいかだの艦隊はビザンツ艦隊に包囲され破壊された。アヴァール人旗下のスラヴ人は金角湾を渡って海側の城壁への攻撃を試み、アヴァール人の主力は陸上の城壁を攻撃した。Patrician Bonusのガレー船は衝角攻撃によってスラブ人の小舟を破壊し、8月6日から7日にかけてのアヴァール人の陸上作戦もまた失敗した。テオドロスがシャーヒーンに対して決定的な勝利を収めたという報せとともに（恐らくシャーヒーンは失意のうちに死んだと思われる）、アヴァール人はバルカンの奥地へ撤退し、二度とコンスタンティノープルに脅威を及ぼすことはなくなった。シャフルバラーズの軍団はまだカルケドンに駐留していたにもかかわらず、コンスタンティノープルへの脅威は過ぎ去った。
シャフルバラーズの失敗に失望したホスロー2世はサーサーン朝の全軍の副司令官だったKardarigan将軍に書簡を携えた伝令を送った。その書簡はKardariganにシャフルバラーズを殺害し、軍隊をクテシフォンに撤退させることを命じていた。しかしこれを運んでいた伝令はガラティアでビザンツ兵に捕縛され、この手紙はコンスタンティヌス3世の下に届けられた。そして彼はこの書簡をヘラクレイオスに渡した。この手紙を読んだ後、ヘラクレイオスはコンスタンティノープルでの会談の席でシャフルバラーズにこれを見せることを提案した。シャフルバラーズはこの提案を受諾しコンスタンティノープルでヘラクレイオスに面会した。そして書簡を呼んだ後、ヘラクレイオス側に鞍替えした。シャフルバラーズはその後、ホスロー2世が400人の将校を殺害しようとしていると書簡の内容を変更したが、間違いなくKardariganと残留中の軍隊はホスロー2世への忠誠を保った 。
シャフルバラーズはホスロー2世とヘラクレイオスのどちらを支持するのかを状況に応じて即座に決断できるように自分の軍勢を北部シリアへ移動させた。ホスロー2世の最も熟練した将軍を中立化させたことで、ヘラクレイオスは敵国の最も経験豊富な部隊を離脱させ、イラン侵攻に先立ってその側面の安全を確保した。

## ホスロー2世廃位
627年、ホスロー2世はシャフルバラーズへ手紙を送り、クテシフォンへ彼の軍隊を送るように求めた。だが、シャフルバラーズはこれに従わず、アスーリスターン（バビロニア）に移動し、Ardashir Khurrahに野営した。ホスロー2世はファッルフザードを交渉担当者として彼の下へ送った。だが、ファッルフザードはシャフルバラーズ側に付き、ホスロー2世に対する陰謀を巡らせた。
1年後、ビザンツ帝国との戦争とホスロー2世の抑圧的な政策に疲れていたサーサーン朝の封建貴族たちは、父親によって投獄されていたホスロー2世の王子カワード2世を解放した。この貴族たちにはミフラーン家を代表するシャフルバラーズ自身と、スパーフベドのファッルフ・ホルミズドと彼の二人の息子ロスタム・ファッロフザードとファッルフザードに代表されるアスパーフバド家、バグラトゥニ家のVaraztirots2世に代表されるアルメニア人の一派、そして最後にKanarangが含まれていた。2月、カワード2世はアスパード・グシュナースプと共にクテシフォンを占領し、ホスロー2世を投獄した。その後2月25日に自らがサーサーン朝の王であることを宣言し、ペーローズ・ホスローの助けを借りて、彼の兄弟と異母兄弟全員を処刑した。その中にはホスロー2世が最も愛した息子マルダーンシャーが含まれていた。3日後、カワード2世はミフル・ホルミズドに自身の父親の処刑を命じた。サーサーン朝の貴族たちの支持を得て、カワード2世はビザンツ皇帝ヘラクレイオスと講和を結んだ。講和の条件はビザンツ帝国が喪失した領土全ての返還、および捕虜の返還、賠償金の支払いと共に614年にエルサレムで鹵獲した聖十字架（真の十字架）とその他の遺物を返還することであった。
講和のための領土喪失に続いて、貴族たちがサーサーン朝内に独立的な王国を形成する動きが激しくなり、国力を分散させた。更にダムと運河が荒れ果て、イラン西部地方での猛烈な疫病の流行の中で人口の半分が失われ、カワード2世も死亡した。アルダシール3世が彼の跡を継いだ。

## 王位簒奪

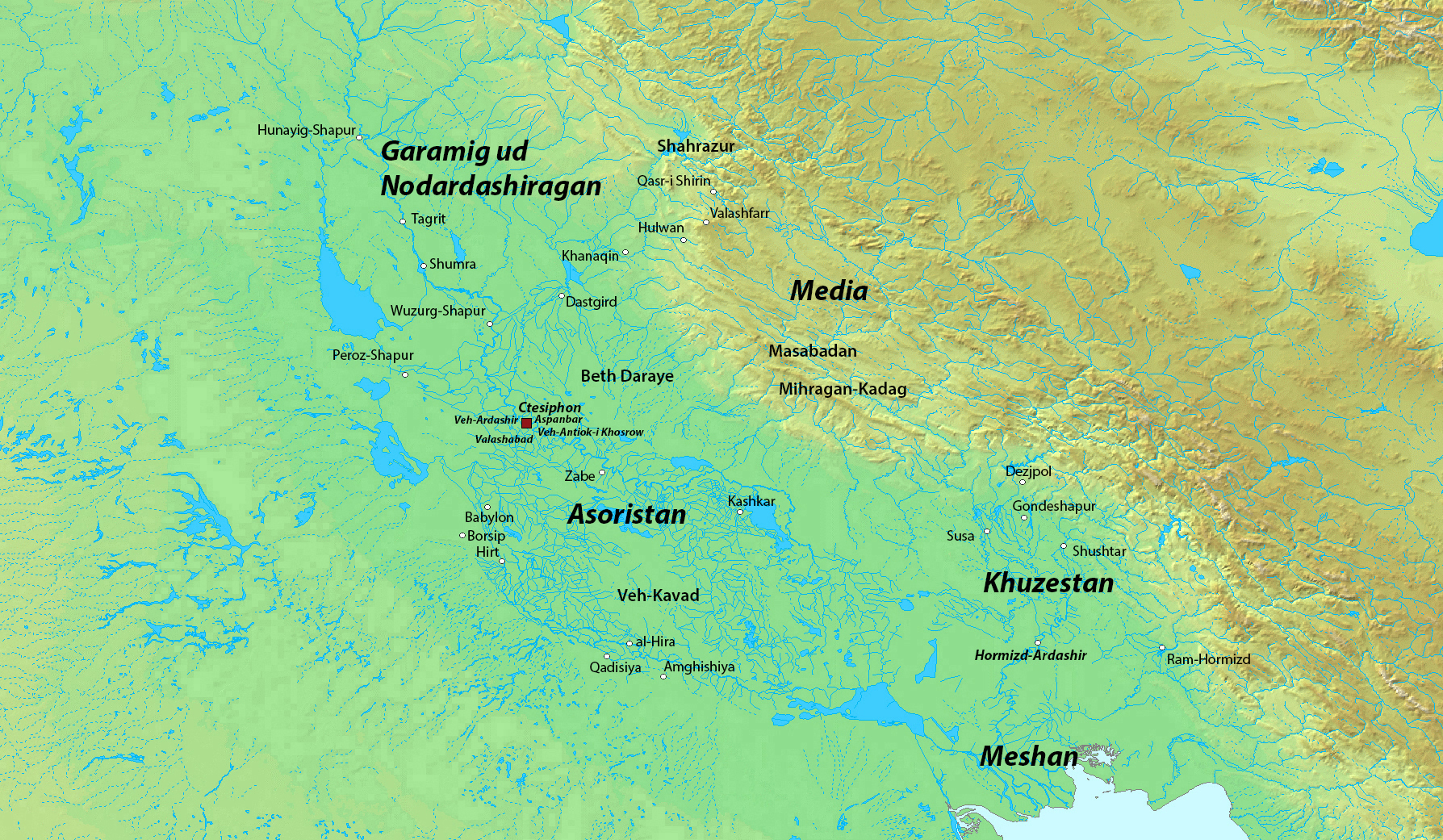
サーサーン朝時代のメソポタミアとその周辺の地図。

カワード2世の死の後、ヘラクレイオスはシャフルバラーズに次のような手紙を送った。
| 「 | 今やイランの王は死に、その王位と王国はそなたの下に来た。余はそなたとそなたの子孫たちにそれを授けよう。もし軍隊が必要なら余はそなたを助けるために、そなたが必要とするだけの多数（の軍）を送ろう。 | 」 |

630年4月27日、シャフルバラーズは6,000人の兵をもってクテシフォンを包囲した。だが、占領することはできず、その後Parsig（ペルシア）一派の首領で、アルダシール3世の父カワード2世の治世中に宰相（previous minister）であったペーローズ・ホスローと同盟を結んだ。また、626年にシャフルバラーズの後任として南（Nēmrōz ）のスパーフベドとなっていたNamdar Jushnasとも同盟を結んだ。シャフルバラーズはこの強力な権力を持つ二人の力を借りてクテシフォンを占領し、多くの貴族たちと共にアルダシール3世を処刑した。参加した貴族の中にはアルダシール3世の臣下Mah-Adhur Gushnaspも含まれていた。そしてシャフルバラーズはサーサーン朝の新たなシャー（王）となり、彼の即位に反対した将軍Kardariganを殺害した。
ヘラクレイオスはまたシャフルバラーズの息子でキリスト教徒であったニケタスを彼の後継者であると認めた。サーサーン朝の後継者がイラン人キリスト教徒であることは、イランのキリスト教化の可能性を開くものであった。しばらく後、シャフルバラーズは前財務長官（financial minister）Yazdinの息子、Shamtaをマルガ（Margha）の教会で十字架に張り付けにした。この処刑の理由は、この人物がホスロー2世の治世中にシャフルバラーズを侮辱したためであると伝えられている。
即位から40日後の630年6月9日、シャフルバラーズは式典の最中にファッルフ・ホルミズドによる投槍によって殺害された。彼はその後ホスロー2世の娘ボーラーンドゥフトの王位継承を支援した。

## その後の影響
シャフルバラーズはビザンツ帝国とサーサーン朝の戦争 (602年-628年)とその戦後の事件において重要な役割を果たした。彼のホスロー2世に対する反乱はビザンツ帝国にピュロスの勝利をもたらし、サーサーン朝の内戦の原因となった。シャフルバラーズの死後、彼の息子シャープールはボーラーンドゥフトを退位させサーサーン朝の王となった（シャープール5世）。だが彼は長く統治を続けることができず、すぐにサーサーン朝の貴族たちに退位させられた。同じ時期に、シャフルバラーズの息子ニケタスはビザンツ帝国の臣下となり、後のアラブ人とビザンツ帝国の戦争の最中のヤルムークの戦いでビザンツの将軍として登場する。